# Hamarøy
Hamarøy (Lule-Samisch:Hábmer)  is een gemeente in de Noorse provincie Nordland. De gemeente telde 1810 inwoners in januari 2017. Vanaf het dorp Skutvik is er een veerverbinding naar Lofoten.

## Plaatsen in de gemeente
- Oppeid
- Skutvik

## Tyskfjord
Op 1 januari 2020 werd het zuidelijke deel van de op die dag opgeheven gemeente Tysfjord opgenomen in de gemeente Hamarøy.

Situatie voor de fusie
De gemeente na de fusie

Alstahaug · Andøy · Beiarn · Bindal · Bø · Bodø · Brønnøy · Dønna · Evenes · Fauske · Flakstad · Gildeskål · Grane · Hadsel · Hamarøy · Hattfjelldal · Hemnes · Herøy · Leirfjord · Lødingen · Lurøy · Meløy · Moskenes · Narvik · Nesna · Øksnes · Rana · Rødøy · Røst · Saltdal · Sømna · Sørfold · Sortland · Steigen · Træna · Værøy · Vågan · Vefsn · Vega · Vestvågøy · Vevelstad

Fylker van Noorwegen